# حزب مصير ليبيريا
حزب مصير ليبيريا هو حزب سياسي في ليبيريا. قدم الحزب مرشحين في انتخابات 11 أكتوبر 2005.
فاز مرشح الحزب ناثانيال بارنز بنسبة 1.0٪ من الأصوات في الانتخابات الرئاسية. فشل الحزب في الفوز بأي مقاعد في مجلس الشيوخ أو مجلس النواب.